# Puntaut
Puntaut (oficialmente en occitano Pontaut) es un núcleo de población de los municipios de Bausén y Caneján, en el Valle de Arán. Está incluido en el Inventario del Patrimonio Arquitectónico de Cataluña. En 2019 tenía censados 3 habitantes.
Está situado a la orilla izquierda del río Garona, frente a la confluencia con el río de Toran, que desciende de Caneján. A la derecha del río hay una central hidroeléctrica y algunas casas, ya en el término de Caneján. Puntaut es el último núcleo habitado del Valle antes de llegar al paso fronterizo del Puente del Rey.